# Duško Adamović
Duško Adamović (* 27. April 1973) ist ein ehemaliger serbischer Fußballspieler.

## Karriere
Bis zur Saison 1995/96 spielte Adamczak beim Spandauer SV. Von dort wechselte er innerhalb Berlins zu Tennis Borussia. Dort kam er bis auf zwei Ausnahmen in der zweiten Mannschaft in der Oberliga als auch später in der Regionalliga sowie im DFB-Pokal zum Einsatz. Seine einzigen beiden Einsätze für die erste Mannschaft in der 2. Bundesliga waren am 4. März 1999 bei der 0:2-Niederlage gegen den FC St. Pauli sowie am 24. Mai 2000 bei der 1:3-Heimniederlage gegen den 1. FC Nürnberg. Nach der Saison 2000/01 verließ Adamczak den Verein und wechselte zum NSC Marathon 02.